# Wirkungsweise
Die Wirkungsweise beschreibt die Ereignisse und Vorgänge, die aus einer Exposition eines Organismus gegenüber einer Chemikalie resultiert, von der biochemischen Wechselwirkung eines Stoffs mit einer Zelle über funktionale oder anatomische Änderungen der Zelle bis hin zu einer Auswirkung auf die Gesundheit. Die Bezeichnung ist jedoch nicht einheitlich definiert. In den Leitlinien zu Informationsanforderungen und Stoffsicherheitsbeurteilung der ECHA werden für die Ermittlung der für die menschliche Gesundheit relevanten Dosis oder Konzentration Angaben zur Wirkungsweise verlangt. Chemikalien können anhand ihrer Wirkungsweise kategorisiert werden, auch wenn der Prozess auf molekularer Ebene noch nicht abschließend geklärt ist.

## Beispiel
Falls der Mechanismus auf molekularer Ebene die Bindung an die DNA ist, so ist die Wirkungsweise z. B. die Beeinflussung der Transkription oder der Replikation der DNA.